# Konstanty Ludwik Plater
Konstanty Ludwik Plater herbu własnego (ur. 1722 – zm. 31 marca 1778 w Krasławiu) – kasztelan trocki od 1770, wojewoda mścisławski 1758–1770, kasztelan połocki 1754–1758, pisarz wielki litewski 1746–1754, marszałek Trybunału Głównego Wielkiego Księstwa Litewskiego w 1754 roku, starosta inflancki i dyneburski.

## Życiorys
Od 1738 występował na sejmikach inflanckich jako główny rzecznik rodziny. W sierpniu 1738 obrano go posłem na sejm warszawski. Posłując ponownie w 1740 P. został deputatem do rozliczenia artylerii koronnej. Na sejmie grodzieńskim 1744 wszedł w skład sądów sejmowych, zaś podczas sejmu warszawskiego 1746 roku jako poseł inflancki należał do deputacji litewskiej. 18 maja 1758 dostał województwo mścisławskie, w sierpniu 1758 uczestniczył w poselskim sejmiku inflanckim, będąc jego marszałkiem. Był członkiem konfederacji Czartoryskich w 1764 roku.
W 1754 odznaczony Orderem Orła Białego. Nie wiadomo, kiedy otrzymał Order Świętego Stanisława; nie jest pewne, czy go w ogóle posiadał. W 1758 wręczono mu  rosyjski Order św. Aleksandra Newskiego. Był elektorem Stanisława Augusta Poniatowskiego w 1764 roku z województwa mścisławskiego.  
Na sejmie koronacyjnym 1764 roku wyznaczony z Senatu do Asesorii Wielkiego Księstwa Litewskiego.
W czasach stanisławowskich nie odgrywał znaczniejszej roli. 25 marca 1770 dostał kasztelanię trocką po Tadeuszu Ogińskim. W listopadzie 1770 prosił króla o zwolnienie Inflant od ceł, które narzuciła im Litewska Komisja Skarbu.
Tytułowany hrabią w Rosji w 1758 i w 1772, w 1774 uzyskał od Marii Teresy dziedziczny tytuł hrabiowski.